# اندیس منگنز چاه جگنونا ۱
منگنز چاه جگنونا ۱ یک اندیس فلزی است که در  استان سیستان و بلوچستان قرار دارد و مادهٔ معدنی موجود در آن، منگنز است.سنگ میزبان این اندیس آمیزة رنگی است و دیرینگی آن به دوران پالتوسن-ائوسن می‌رسد. 